# 原子力推進
原子力推進（げんしりょくすいしん、英語: Nuclear propulsion）とは、原子力をエネルギー源とする推力のこと。各種の方式がある。
原子力潜水艦を含む原子力船、原子力飛行機、原子力巡航ミサイルが実用化または実験されているほか、各種の原子力ロケットや宇宙船などが考察されている。
内燃機関などに比べて稼働時間の長さや推力の大きさといった利点はあるが、製造や運用、事故、退役後の解体時に放射線被曝、放射能汚染のリスクを伴う。

## 種類

### 原子力蒸気機関推進
原子力蒸気機関推進は、原子炉を熱源としたボイラーにより、（高圧）蒸気を発生し、その蒸気で各種蒸気機関を駆動する機関ないし推進方式。

### 原子力電気推進
原子力電気推進 (Nuclear electric propulsion) は、いわゆる原子力発電（原子力蒸気機関による発電）ないし、原子力電池（これはどちらかというと、崩壊熱電池）などによる電力を使用し、推進手段として電気による推進（電動機や、イオンエンジンロケットなどの電気ロケット（電気推進）による）を用いる方式。1957年にソビエト連邦で建造された「レーニン」およびそれに続く原子力砕氷船の例がある（電動機による推進）。
アメリカ航空宇宙局（NASA）によるプロメテウス計画では電気エネルギーによるロケット（電気推進）が計画・実験された。
ロシア連邦では、旧ソ連時代の原子炉搭載型人工衛星コスモス954号およびコスモス1402号で培った技術を改良し、将来の惑星間飛行（interstellar flights）における現実的な手段として使用することも構想された。これはソビエト連邦の宇宙開発で1970～80年代に宇宙用原子炉「ブーク」(Buk）や「トパース」(Topaz）を搭載したレーダー偵察衛星を合計32機打ち上げて運用した実績を基礎としている。

### 核熱ロケット推進

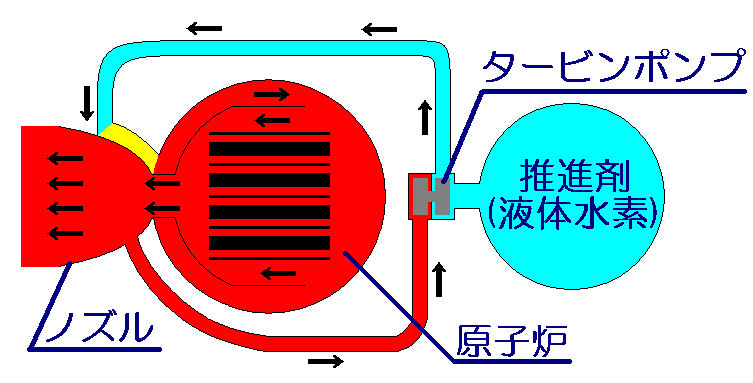
核熱ロケット

核熱ロケット (nuclear thermal rocket) は、熱ロケット (thermal rocket) の一種で熱源に核反応を利用するものであり、核分裂炉又は核融合炉の高熱により直接推進剤（通常は水素）を加熱膨張させ、ノズルから噴出して推進する方式。宇宙開発競争の最中、米ソ両国により研究が行われたが、実用化にはいたっていない。
アメリカではNERVA（Nuclear Engine for Rocket Vehicle Application）計画で、サターンロケットの上段で使用するというコンフィギュレーションが検討された。また2023年には国防高等研究計画局（DARPA）とNASAにより軌道上実証機の開発が開始されている。ロシアでは、ロスコスモスがRD-0410核熱ロケットエンジンをベースにしたメガワット級原子炉を搭載したスペースプレーンの開発計画を2010年から進行中であるとされている。

### 核パルス推進
核パルス推進 (nuclear pulse propulsion) は、ヴィークル後方で爆発を繰り返し発生させ、その衝撃で推進するパルス推進方式のロケットなどに、核爆発を使うものである。オリオン計画やダイダロス計画で研究が行われた。原爆（核分裂反応）を使用する場合は核分裂パルス推進、水爆（核融合反応）を使用する場合は核融合パルス推進ともいう。オリオン計画における初歩的な研究として、Hot Rod と名付けられた、小型の模型（説明によれば、大きさ約1mで質量約100kg）を通常の火薬による爆発でパルス推進した実験の動画が残されている。

### 核融合ロケット推進
核融合ロケット (Fusion rocket) 推進は、エネルギー源として核融合を使用するロケットによる推進の総称。推進手段は電気推進や核パルス推進となる。核融合技術そのものが実用化されていないが、推進機構の構想としては存在する。

### バサード・ラムジェット推進
バサード・ラムジェット（英: Bussard ramjet）は、核融合ロケットの燃料として星間物質の水素を使用する理論上の推進方式である。宇宙船前方に設けられた直径数キロメートルの集積装置で水素を集め、それを燃料として核融合を行う。

## 歴史

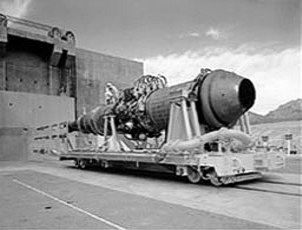
"Tory-IIC" 試作機

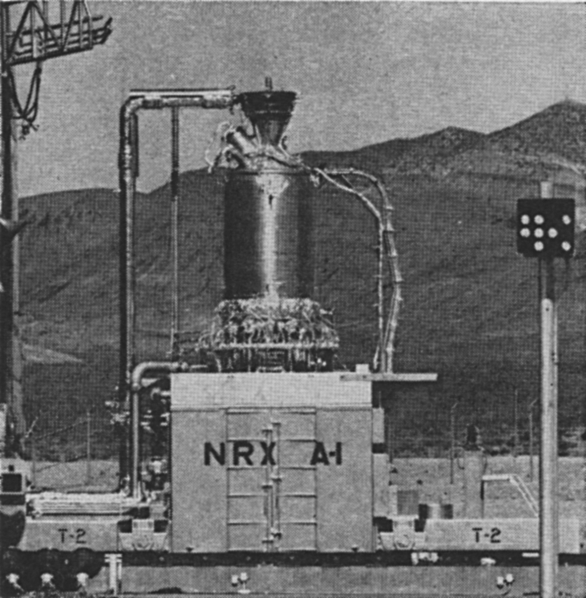
NRX A-1原子力ロケットエンジン

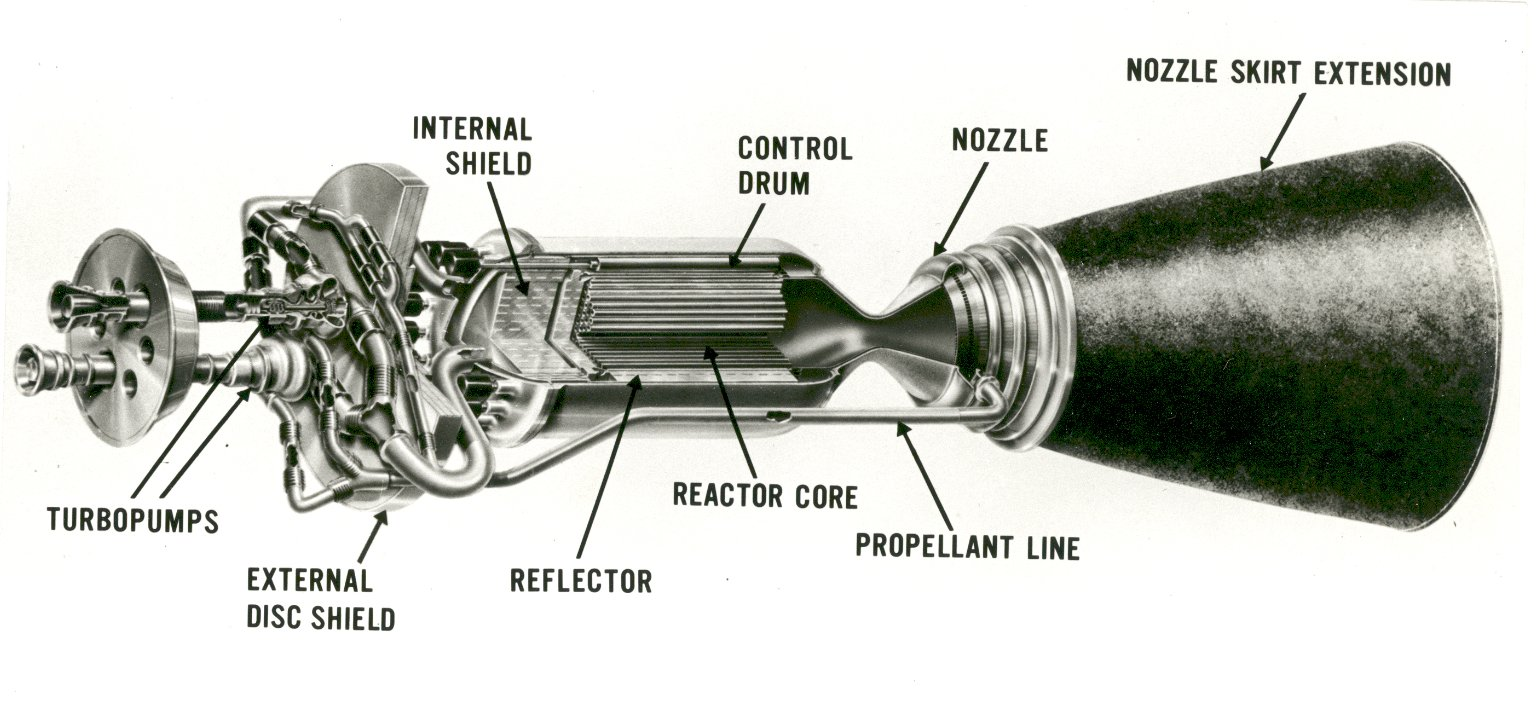
NERVA原子力ロケットエンジン

原子力船や原子力機関車などもあるが、ここでは航空宇宙関係を中心に扱う。
アメリカ合衆国空軍の原子力飛行機計画から述べる。1955年9月から1957年3月まで原子力飛行機NB-36Hによる原子力搭載前飛行実験が47回行なわれたが、1961年には計画そのものが破棄された。1950年代後半から1964年7月までプルート計画として原子力エンジンを搭載した巡航ミサイルの開発が進められていた。大陸間弾道弾（ICBM）の進歩により必要性がなくなり中止された。
ソ連も原子力飛行機を開発しており、改造Tu-95ターボプロップ戦略爆撃機に小型原子炉「クズネツォフNK-14原子力エンジン」を搭載したTu-119で試験していた。実際に飛行中に原子炉を稼動させ、1965年に初飛行したといわれている。また、一部情報によれば48時間連続して原子炉を稼動させることに成功したとされ、乗員は放射線被曝せず生還できたという。
一時期、ソ連科学誌の記事からの連想か、ミヤシチョフ設計局の試作超音速戦略爆撃機M-50を“ソ連の原子力飛行機”とする誤報が流布し、（噂を利用するためか）1961年7月のツシノ航空ショーで、実際には亜音速機だったM-50を公開し、ソ連の航空技術に対する過大評価と脅威を与える事に成功したが、やはり、実戦配備可能な原子力飛行機は開発されなかったとされる。
近年、原子力発電や原子力潜水艦の炉心のような一般的な原子炉を利用するのではなく、「核異性体転移」という現象をX線照射で人工的に制御する事で膨大な熱量を得て空気の薄い超高空でも飛行可能で、長期間燃料交換の必要がない「TIHE（Triggered Isomer Heat Exchanger）」という概念の原子力推進が研究されている。TIHE反応炉は、一般ジェットエンジンの燃焼室に当たる位置に置かれるモノで、ルテチウム、ハフニウム、タンタルいずれかの核異性体で出来た細いチューブ状に成形された炉剤が鉛製反応炉に蜂の巣のように詰め込まれる。X線照射の調節により、始動・停止・スロットリング（推力調整）の確実な調整が可能である。
例えば、長時間偵察飛行を要求されるRQ-4 Global Hawkクラスの無人航空機（UAV）に採用した場合、一回の燃料補給（炉剤交換）で数週間から数ヶ月もの滞空時間が得られるが、核異性体製造には加速器などが必要なため莫大なコストが掛かり、微量とはいえ若干の放射能汚染は避けられないため、実用化にはほど遠い段階である。
無人の飛行体としてはロシアにおいて巡航ミサイル「9M730 Burevestnik」（ブレベスニク、NATOコードネーム：SSC-X-9 Skyfall）の推進装置として研究が続けられ、ロシア連邦大統領ウラジーミル・プーチンが2023年10月5日に最終試験成功と量産、実戦配備の意向を表明した。
平和利用としては、NASAで核分裂反応を利用するNERVA計画でロケット飛翔体応用原子力エンジン（原子力ロケット）という技術が考案されていた。原子力ロケットは燃焼実験（核反応でも燃焼と言う）も行われていた。ソビエトではRD-0410エンジンが試験されていた。2003年にNASAは探査機の用途にプロメテウス計画を始めたが2年後に中止した。

## 原子力推進の登場する作品
原潜が登場する創作のほか、原子力推進による宇宙船や巨大ロボットが登場するSF映画・アニメ、SF小説、SF漫画が多数ある。
2001年宇宙の旅
ディスカバリー号はアーサー・C・クラークの小説版によると原子炉をエネルギー源としたプラズマ駆動である（映画版では特に推進機関についての言及はない）。続編の小説『2010年宇宙の旅』では、ミューオン触媒を使用した核融合推進で、推進剤は液体水素が理想だが沸点が高くタンクからの流出ロスが少ないという理由で液体アンモニアが用いられている。映画版原案段階では上記の「核パルス推進」が採用される予定だったが、核兵器に対する世論が激しさを増していたため、変更されたという。情景があまりにも滑稽な上、スタンリー・キューブリック監督の前作『博士の異常な愛情』の通り、彼が水爆を本気で愛するようになったのではないか?という噂を懸念した。
ディープ・インパクト (映画)
アメリカとロシアが共同で開発した大型宇宙船「メサイア」が実験的な原子力推進システムを搭載しているという設定になっている。劇中でも「オライオン計画」に関する台詞が見られる。
マクロスシリーズ
可変戦闘機は熱核反応(核融合)タービンエンジンを搭載し、大気圏内外での飛行を可能にしている。
ガンダムシリーズ
宇宙世紀作品に登場するほとんどの宇宙船やモビルスーツは核融合炉を動力源としている。またスペースコロニーの移動時や一部の小惑星は核パルスエンジンを搭載している。宇宙世紀作品ではない『機動戦士ガンダムSEED』では、核分裂反応を起きなくするニュートロンジャマーが登場する。
プラネテス
木星往還船「フォン・ブラウン号」がタンデム・ミラー型D-3He核融合エンジンを搭載。また火星との往復にサーキット・コイル型核融合エンジンが実用化されている。
ARIEL
女性型の巨大ロボット兵器「ARIEL」は核融合炉と可変サイクル式スクラムジェットエンジンを組み合わせる事により、垂直離着陸および超音速巡航能力を実現している。
ラジヲマン
あさりよしとおによるギャグ漫画作品。原子力カー、原子力ミサイルなど様々なアイテムが登場する。なお、放射線漏れの問題は解消していない。
サンダーバード
第1話、12話、21話に原子力超音速旅客機「ファイヤーフラッシュ号」が登場する。最高速度マッハ6で亜成層圏を飛行することができる原子力ターボジェットエンジンを搭載しているが、このエンジンは、約2時間おきに安全カバーを交換しないと放射能漏れを起こす。
2001夜物語
星野之宣によるSF漫画作品。彗星を核爆発させて加速する播種宇宙船「オズマⅢ」や、核融合パルス推進無人探査機「ディスカバリー」が登場する。
宇宙戦艦ヤマト2199
地球艦隊の主機関は、イスカンダル星から波動エンジン技術を提供される前は核融合動力であった。核融合では超光速航行は不可能で、当然だがワープもできない。また、ガミラス艦艇に実体弾以外で有効打を与えられる陽電子衝撃砲も核融合機関の生み出す電力では完全に補えず、無理して連射すると最悪の場合は機関部が暴走するなど、ガミラスのゲシュタム機関に比べると技術的にかなり劣っていると描写されている。光速域での航行もしくは陽電子衝撃砲の主力兵器化は、波動エンジンが搭載されるまで待たねばならなかった。ただし、2199年時の地球の科学技術は現代を大きく上回っており、亜光速の核融合艦艇でも火星から冥王星軌道まで（金剛型宇宙戦艦のスペックで）約3週間ほどで到着できる（ガミラスのゲシュダム機関推進はワープなしで2週間）。ヤマトにも、扱い慣れてない波動エンジンを補うため核融合機関が2基装備されている。
三体
地球への侵略を目論む地球外知的生命体「三体人」の艦隊に対して惑星防衛理事会戦略情報局(PIA)と科学者の程心（チェン・シン）がその偵察を目的として人間のスパイが搭乗する探査機を送り込む｢階梯（かいてい）計画」を立案。探査機が必要な超高速（光速の1.12％）を得る方法として程心が提案したのは、核パルス推進を応用したもので、探査機の進路に間隔を空けて核爆弾1,000個を配置し、帆を付けた探査機が通過した瞬間、帆のすぐ後ろで爆発させて次々に加速させるというもの。
超高速を得るために小型化された探査機には人間やその冬眠設備などは重すぎて搭載出来ないため、長官ウェイドの提案で人間の脳だけを送ることに。その為に安楽死法案が可決される。
1. 1 2  原子力推進ミサイル「成功」 プーチン氏 現時点の核使用否定『産経新聞』朝刊2023年10月7日2面（2023年11月8日閲覧）
2. ↑  「沈没したロシア原潜から80万倍の放射線 ノルウェー沖」BBC（2019年7月12日）2023年11月8日閲覧
3. ↑  SNAP-10A :- Systems Nuclear Auxiliary Power Program - YouTube
4. ↑  SNAP Aerospace Safety Program (1963) - YouTube
5. ↑  “Interstellar for Real Meet the Nuclear-Powered Spaceships of the Future - Sputnik International”.   sputniknews.com (2018年4月22日). 2018年4月22日閲覧。
6. ↑  “Onward to Mars! (1988) russian - YouTube”.   youtube.com (2015年11月2日). 2015年11月2日閲覧。
7. ↑  この推進剤は、（核分裂の場合は）燃料とは無関係（エネルギー源ではない）ので、噴射速度ができるだけ大きくなるように、なるべく軽いものが望ましく、結果として水素が好適ということになる。
8. ↑  Nuclear Systems - YouTube
9. ↑  Nuclear Propulsion In Space 1968 NERVA Manned Mars mission NASA video - YouTube
10. ↑  “DARPA Kicks Off Design, Fabrication for DRACO Experimental NTR Vehicle” (英語).   DARPA (2023年7月26日). 2023年8月2日閲覧。
11. ↑  “В В Роскосмосе задумались о создании ракетоплана с ядерным двигателем” (ロシア語).   РИА Новости (2019年3月6日). 2019年3月6日閲覧。
12. ↑  映像 - YouTube
13. ↑  参考記事：Atomic Wings : A new mini-reactor revives the dream of a nuclear-powered aircraft, page 1
14. ↑  PDF資料：Analysis of the Application of a Triggered Isomer Heat Exchanger as a Replacement for the Combustion Chamber in an Off-the-Shelf Turbojet
15. ↑  Крылатая ракета с ядерным двигателем «Буревестник» - YouTube
16. ↑  “Russia Says New Weapon Blew Up in Nuclear Accident Last Week - Bloomberg”.   Bloomberg (2019年8月12日). 2019年8月13日閲覧。
17. ↑  アーサー・C・クラーク『失われた宇宙の旅2001』（早川書房〈ハヤカワ文庫SF1308〉、2000年4月30日）215頁-216頁